# Dorfkirche Bössow

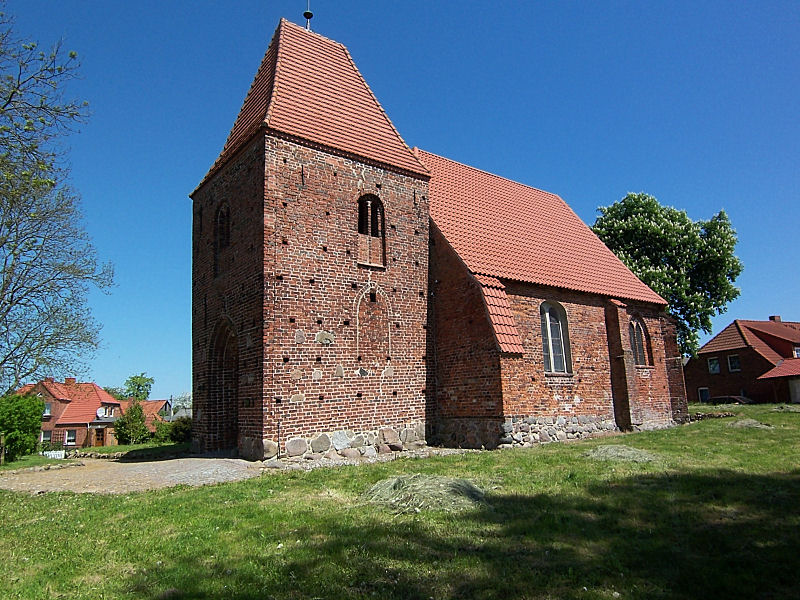
Kirche in Bössow, 2008

Die Dorfkirche Bössow ist eine mittelalterliche Backsteinkirche in dem mecklenburgischen Ort Bössow, einem Ortsteil von Warnow im Landkreis Nordwestmecklenburg in Mecklenburg-Vorpommern.

## Geschichte
Bössow wurde erstmals 1230 urkundlich erwähnt, als Gottschalk Bischof von Ratzeburg Bvrissowe (Bössow) neben vielen anderen Orten der Umgebung im Zehntregister des Bistums Ratzeburg aufführte.
Der Name Bvrissowe, Borsowe, Bossaw kommt vom altslawischen borǔ (Kampf), kann aber auch als Ort des Boris gedeutet werden.
Das Dorf gehörte bis zum Beginn des 13. Jahrhunderts zum Kirchspiel Damshagen und lag im Gebiet des alten Klützer Waldes. Zwischen 1309 und 1311 wurde Bössow durch den Ritter Johann Storm zu einem selbstständigen Kirchdorf erhoben. Er ließ mit Genehmigung des Ratzeburger Bischofs Marquard von Jossow den heute noch erhaltenen Backsteinbau als kleines Gotteshaus errichten. 1311 verlieh Fürst Heinrich zu Mecklenburg der neu gegründeten Pfarre in Bössow eine Hufe Ackerland und eine jährliche Geldhebung, die vom Ritter Johann Storm dem Älteren bewidmet wurde. Bis Anfang des 15. Jahrhunderts verblieb Bössow mit dem kleinsten Rittergut Mecklenburgs bei den Storms.
Danach wechselte im Laufe der Jahrhunderte öfters mit den Besitzern des Dorfes auch das Kirchenpatronat. 1541 waren noch die von Bassewitz Eigentümer. Daneben hatten dort auch die Familien von Ahlefeld, von Plessen, von Stralendorff und von Sperling sowie die Kirchgemeinde Grevesmühlen Besitzrechte, wie im Kirchenvisitationsprotokoll von 1568 vermerkt ist. 1627 erwarb Herzog Adolf Friedrich I. von Mecklenburg-Schwerin einen Teil des Dorfes, die Übernahme des Kirchenpatronats lehnte er ab. Erst 1823 erklärte sich Großherzog Friedrich Franz II. von Mecklenburg als Landesherr bereit, dass alleinige Kirchenpatronat zu übernehmen.
Von durchgeführten Reparaturen an der Dorfkirche ist aus diesen Zeiten wenig bekannt. Noch vor dem Bau des Kirchturms sollen 1770 in der Kirche Reparaturen vorgenommen worden sein, wie aus den Tilgungen der Kirchenschulden 1781 zu erfahren ist. Die Bronzeglocke kam erst 1840 in den Glockenstuhl des Kirchturms. 1847 wurden durch Blitzschlag sämtliche Pfarrgebäude eingeäschert.
Die Feldsteinmauer um den Kirchhof wurde 1957 abgebrochen und als Pflaster für die im schlechten Zustand befindlichen Straßen verwendet.

## Baugeschichte

### Äußeres
Die Dorfkirche ist ein verhältnismäßig kleiner, mit Strebepfeilern gestützter schlichter Backsteinbau mit dreiseitigem Ostschluss aus der ersten Hälfte des 14. Jahrhunderts und steht auf einem Feldsteinfundament.

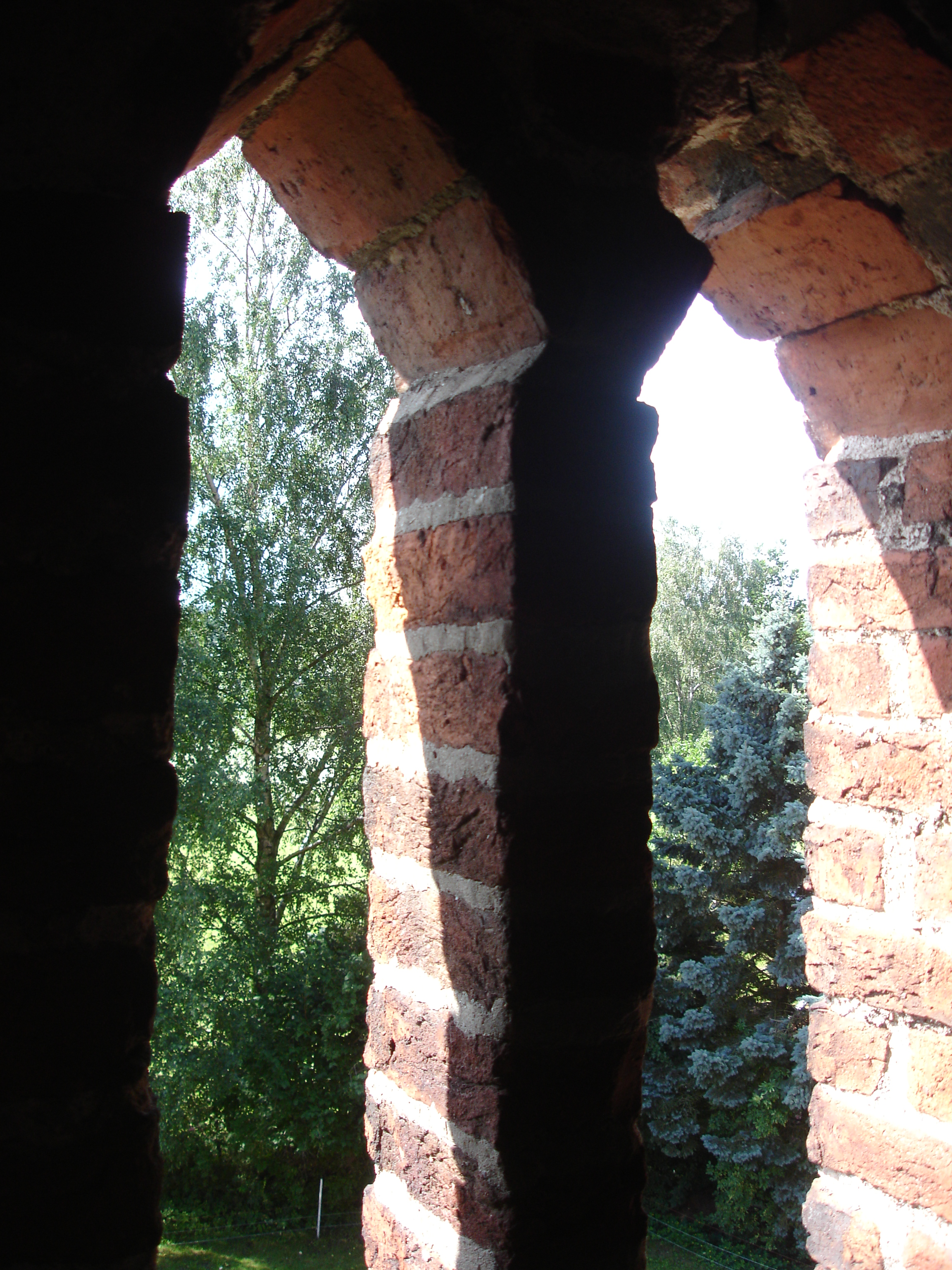
Fenster im Turm, 2012

Der eingezogene quadratische Westturm von etwa 30 Metern Höhe wurde erst 1781 errichtet und ist mit einem steilen Walmdach und Biberschwanzziegeln versehen. Der westliche Turmeingang wird durch ein spitzbogiges Rücksprungsportal als Unterzug betont. Auf allen drei Turmseiten wurden in der Erdgeschosszone dreireihig einzelne Feldsteine als dekorative Schmuckelemente in das Backsteinmauerwerk eingefügt. Die drei zweiteiligen offenen Fenster im Glockengeschoss sind innen mit Spitz- und außen mit Rundbögen versehen. Auf der Südseite befindet sich noch ein zugemauertes Spitzbogenfenster.
Das Kirchenschiff ist mit einem Walmdach und modernen Nonnenziegeln versehen. Ein Dachgesims fehlt. Die beiden abgeschrägten Mauerenden der Westwand sind im oberen Bereich als Verzahnung im schrägen Verband gemauert. Die vier zweireihigen spitzbogigen mit Rundstab gemauerten Fenster im Chorbereich schließen mit einer Spitzbogenlaibung ab und sind mit verbleiten Rautenglas versehen. Die beiden zweireihigen Fenster der Nord- und Südfassade sind mit einem Rundbogen und nachträglich verputzten Laibungen ausgeführt worden.
Die 1979 vorgesehenen und vom Kreisbauamt genehmigten Arbeiten am undichten Kirchendach scheiterten an den fehlenden Baukapazitäten. 1991 wurde das Kirchturmdach und 2003 das Dach des Kirchenschiffes mit einer neuen Dachdeckung versehen. Die Feldsteinfundamente wurden während weiterer Sanierungsmaßnahmen ab 1999 gesichert und trockengelegt. Auch die innere Renovierung wurde 1999 durchgeführt.

### Inneres
Der zweijochige, dreiseitig geschlossene und nicht gewölbte Kirchenraum wird von einer flachen Balkendecke abgeschlossen.
Während der Renovierungsarbeiten in den Jahren von 1962 bis 1980 wurden in der Kirche alte Wandmalereien nicht freigelegt, dafür aber Ausstattungen an der Kanzel und der Altar entfernt. Die aus Sicherheitsgründen ausgebauten mittelalterlichen Glasmalereien konnten 1980 nach 14 Jahren wieder restauriert eingesetzt werden.

#### Altar
Nach der Inventarliste von 1811 ließen Ulrich Karl von Bassewitz und Margaretha von Bülow den ursprünglichen Altar von 1670 renovieren. Auf der Altarumrandung standen die Namen Küne von Ples und Lucretia von Bülow mit der Jahreszahl 1597. Im 19. Jahrhundert wurde dieser Altar durch einen neugotischen ersetzt. Während der Renovierung 1962 wurde auch der neugotische Altar entfernt und durch einen gemauerten Altartisch ersetzt.
Links vom Altar steht ein mit Engelsfiguren verziertes gusseisernes Taufbecken. Die vom Schweriner Hofgraveur Wilhelm Lenthe gefertigte Taufschüssel aus Messing befindet sich in der St.-Thomas-Kirche in Damshagen.
An der nördlichen Chorwand hängen zwei gerahmte Gipsreliefs aus dem späten 19. Jahrhundert. Nach nazarenischer Kunst sind im linken Bild eine Mutter mit Kind und im rechten Bild Christus mit den Kindern dargestellt.

#### Kanzel

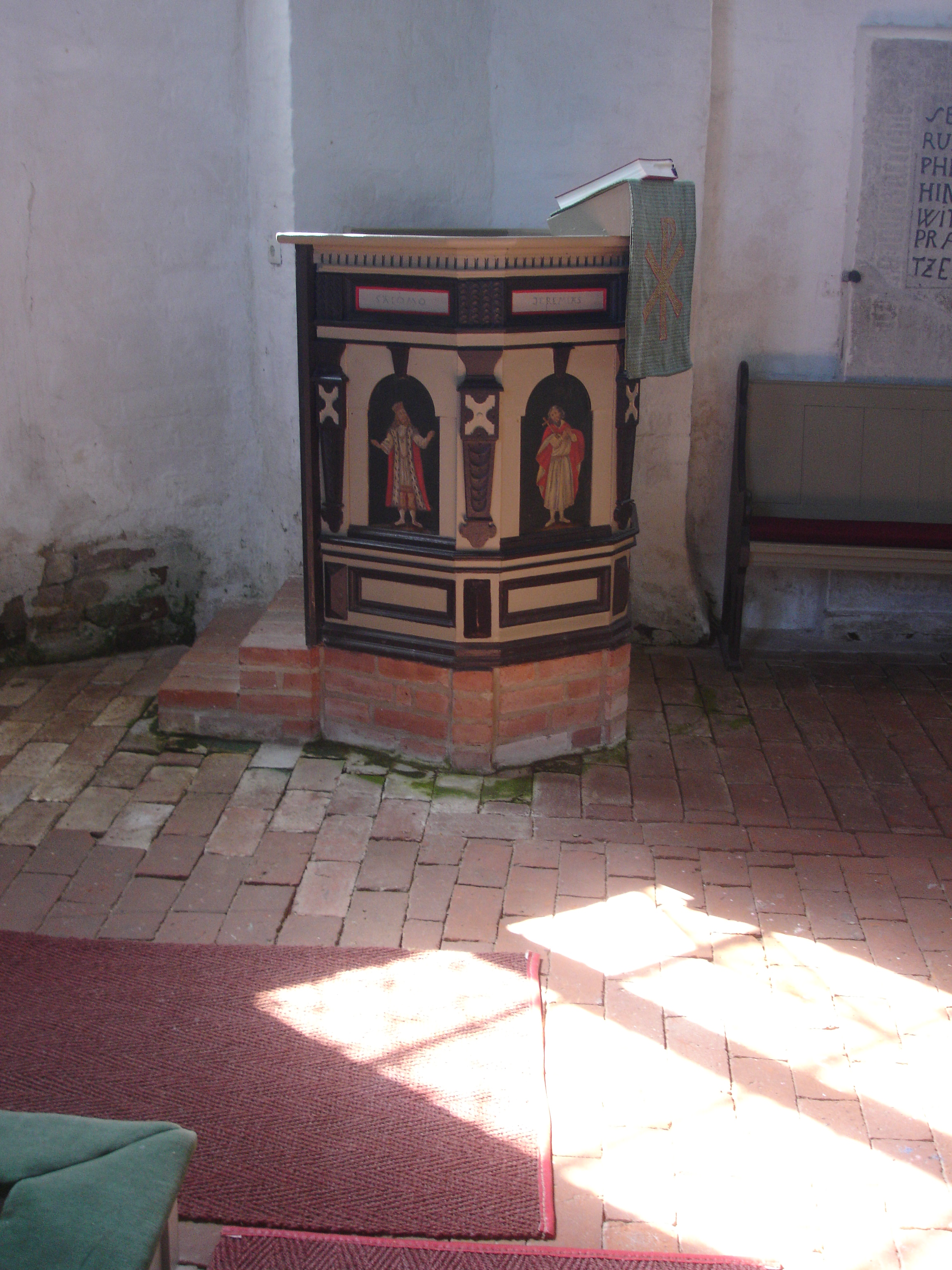
Kanzel, 2012

Die schlichte Kanzel stammt aus dem 17. Jahrhundert und wurde von Henneke von Plessen und seiner Ehefrau Sophia, geb. von Stralendorff a.d.H. Trams, gestiftet. Der schlichte Kanzelkorb stand früher auf einem hölzernen Fuß. Der Fuß und die Kanzelhaube wurden bei der Renovierung 1962 entfernt. Auf der Vorderseite der Kanzel sind die alttestamentlichen Figuren, die Propheten Jeremia und Daniel sowie Salomo und David, die Könige des Volkes Israels zu sehen.

#### Orgel
Die Orgel (drei Register auf einem Manual) wurde vor 1824 durch Friedrich Noebe gebaut und 1893 aus dem Landarbeiterhaus Güstrow angekauft. Die Aufstellung erfolgte durch seinen Bruder Edmund 1894 auf der Westempore. 1970 wurde sie durch den Orgelbaumeister Wolfgang Nußbücker aus Plau generalüberholt und mit weiteren Umbauten versehen. Nach Veränderungen, auch des oberen Teils der Prospektfront, erfolgte 1998 eine Erweiterung auf drei Register.

#### Glasmalereien

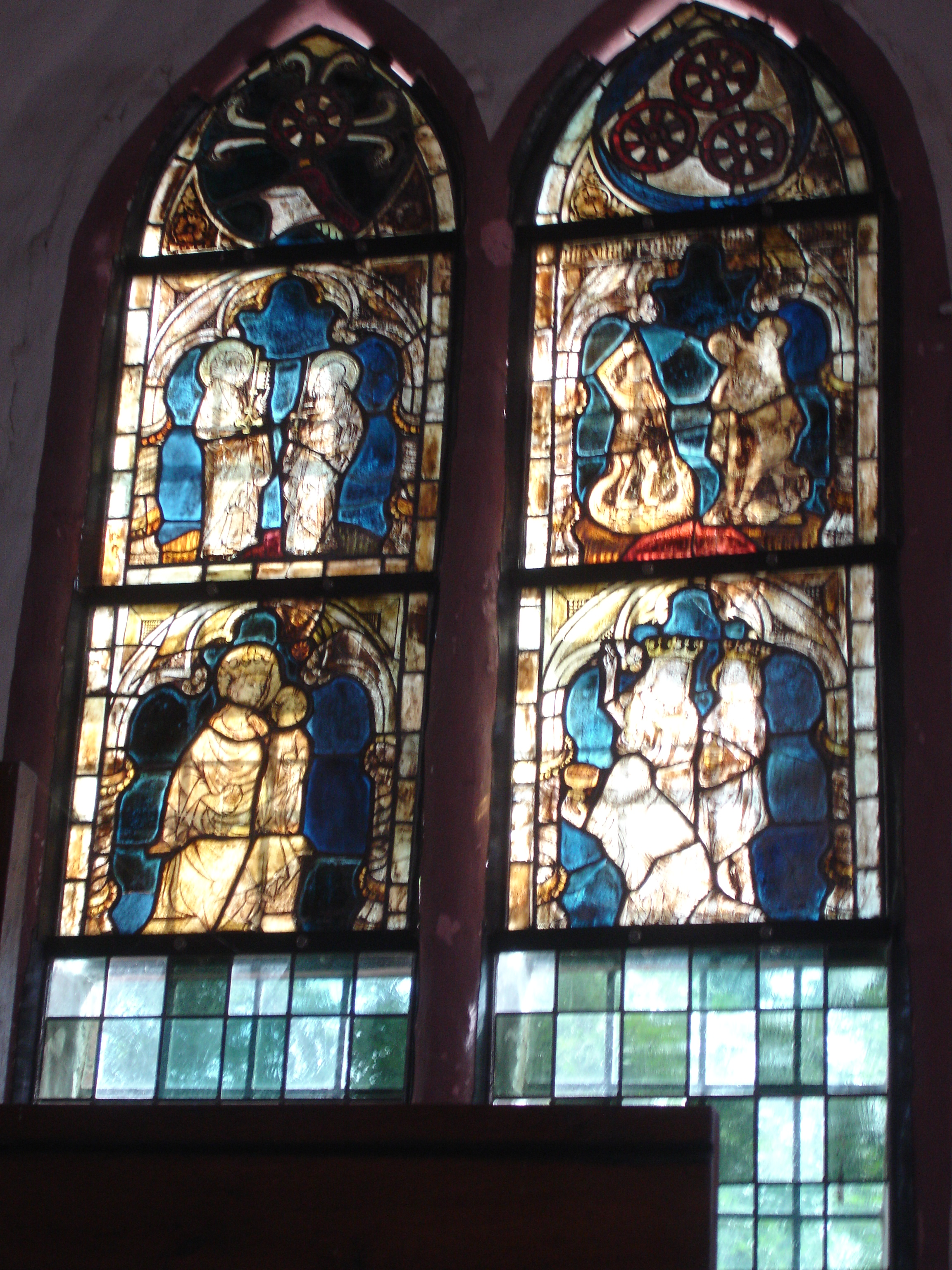
Mittelalterliches Glasfenster nach Restaurierung, 2012

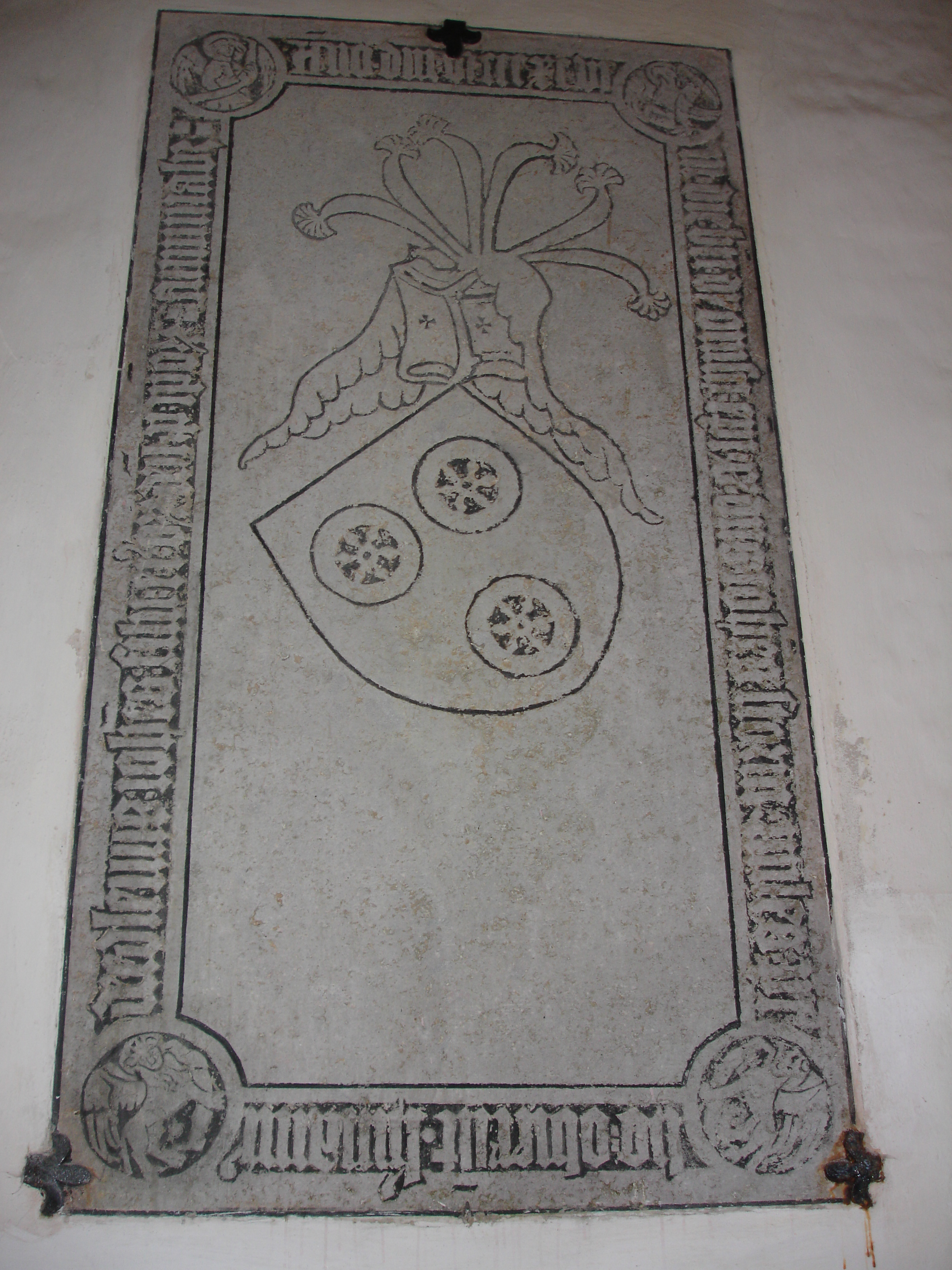
Grabplatte des Ritters Storm, 2012

Im Altarfenster des Chorraumes befinden sich mittelalterliche Glasfenster, die wohl Ende des 14. Jahrhunderts gefertigt wurden. Es sind vier figürliche Scheiben mit Originalverbleiung und zwei Spitzbogenfelder mit Wappen der Stormschen Stifter. Die historisch wertvollen Glasmalereien zeigen auf der linken unteren Scheibe Maria sitzend mit dem Jesuskind und auf der unteren rechten Scheibe die Anbetung der Heiligen drei Könige. Auf der linken oberen Scheibe sind die beiden Apostel Petrus und Paulus, nach denen die Dorfkirche benannt wurde, zu sehen. Auf der oberen rechten Scheibe wurde der heilige Georg und der heilige Christophorus dargestellt. Die Anordnung der Glasfenster wurde im Zuge des Wiedereinbaus nach Restaurierung verändert.
Die kleinen farbigen Scheiben im rechten Ostfenster des Chores mit den vier Adelswappen von Plessen, von Bülow, von Ahlenfeldt und von Bassewitz sind seit 1993 bei einem Glasermeister in Wismar eingelagert. Die beiden letzteren haben die Unterschrift: Jvrgen v. Alefelt patron diser kirch motvvs a 1589 und Dorotheia v. Basseviten motva a 1610.
Die vier mittelalterlichen Glasscheiben wurden im Juni 1966 durch den damaligen Rostocker Kirchenbaubeauftragten Gisbert Wolf aus Sicherheitsgründen ausgebaut, in Rostock eingelagert und am 4. Juni 1970 dem Erfurter Restaurator für Glasmalereien Heinz Hajna übergeben. In der Beratung im November 1971 in der Erfurter Werkstatt wurde dort u. a. vermerkt: ... Scheiben in schlimmen Zustand und derart verkrustet, dass die Darstellungen nicht mehr erkennbar sind ... eine Umrißzeichnung von 1898 ist für die bevorstehende Arbeit nicht exakt genug ... doch Schlie ist besser als Crull ...
Nach Bereitstellung fehlender Werkstattmittel durch die Zentrale des Instituts für Denkmalpflege in Berlin konnten die Scheiben 1979 gereinigt, die gebrochenen Teile gefestigt und die eingeschlagenen unter Beibehaltung der Originalverbleiung ergänzt werden. Am 18. Juli 1980 wurden die sechs restaurierten Glasscheiben mit den mittelalterlichen Malereien durch den Erfurter Restaurator für Glasmalereien Heinz Hajna wieder in der Bössower Kirche eingesetzt.
Eine weitere Reinigung der Glasscheiben mit Anbringung einer äußeren Schutzverglasung erfolgte in Abstimmung mit dem Potsdamer Institut für Glasmalereiforschung durch die Glaserei Luise Brügemann aus Schönfeld-Mühle im Sommer 2003.

#### Grabplatten
Von den bis zum 19. Jahrhundert direkt vor dem Altar gelegenen drei historisch interessanten Grabplatten befinden sich zwei an der südlichen Chorwand. Die mit den vier Evangelistensymbolen auf den Ecken und der Umschrift: Anno domini MCCCLXX in die Phylippi et Jacobi (Mai 1) obiit Johannes Kerchaf. Anno domini MCCCLXX.... obiit Walburgis vxor eius. gehört dem 1371 verstorbenen Wismarer Johannes Kerkhof (Kirchhof), der die Schuldverschreibungen des Gottschalk Storm mit unterzeichnete.
An der nördlichen Wand im Kirchenschiff befindet sich die Grabplatte des 1396 verstorbenen Johannes Storm, der nicht mit dem Ritter Johannes Storm als Gründer der Kirche zu verwechseln ist. Die Ecken sind mit den vier Evangelistensymbolen verziert und in der Mitte befindet sich das Stormsche Wappen. Die Umschrift lautet:  Anno domini M°CCCXCVI in die beati Dyonisii episcopi (October 9) obiit dominus Johannes Storm, miles,... Deedleuus, Johannes, filii eius. Orate deum pro ipsorum animabus.

#### Glocke

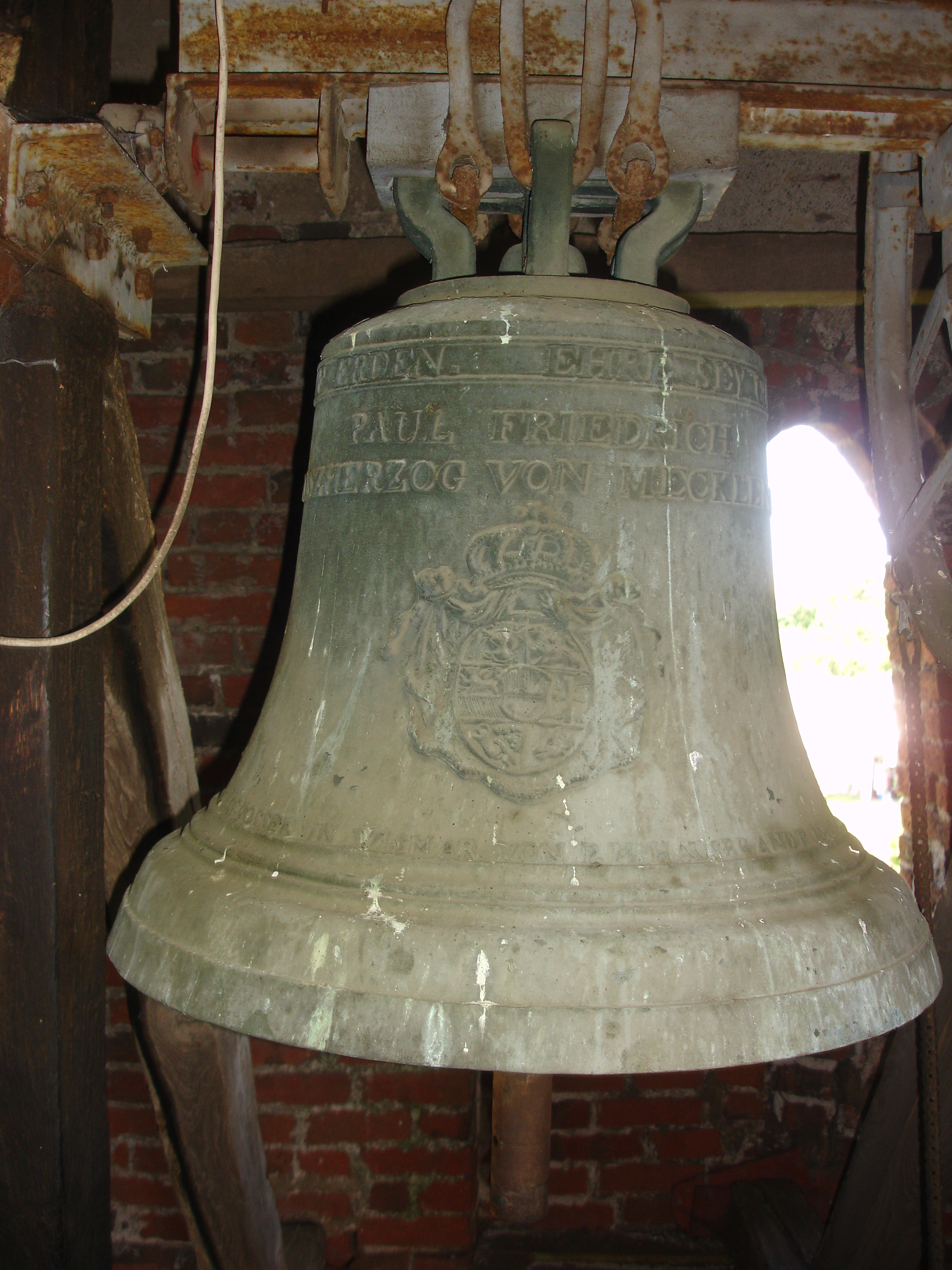
Glocke von 1840

Für die mittelalterliche, nicht mehr vorhandene Glocke wurde 1840 durch den Wismarer Glockengießer Peter Martin Hausbrandt die im Glockenstuhl befindliche Bronzeglocke gegossen. Die Inschrift lautet: Ehre sei Gott in der Höhe und Frieden auf Erden. Unter dem Wappen von Mecklenburg-Schwerin ist die Inschrift zu lesen: Paul Friedrich, Großherzog von Mecklenburg. Darunter befinden sich noch vier Namen, vermutlich die der Stifter.

## Pastoren
Namen und Jahreszahlen bezeichnen die nachweisbare Erwähnung als Pastor.
- 1535 0000 Pfarrer Curd, ein grober unverständiger Mann, welcher noch nicht recht den Glauben kann sprechen.[16]
- 1540–1541 Nicolaus Schutte (Scutte)[17]
- 1541 0000 Anton Ebbert (Elbert), ein frommer gottesfürchtiger Mann.
- 0000 0000 Martinus Krakow
- 1568 0000 Martin Grummer
- 1575 0000 Joachim Brun
- 1625 0000 Adam Braunschweig
- 1642–1650 Johann Höfer
- 1658–1666 Johann Krüger
- 1666–1714 Jakob Polchow, hatte immer plattdeutsch gepredigt
- 1715–1747 Georg Friedrich Susemihl
- 1747–1766 Johann Bernhard Susemihl, er wurde an seiner Einführung durch Major von Schwarz auf Mühlen Eichsen und der Generalin von Löwendahl auf Großenhof durch Besetzung der Kirche gehindert ...
- 1769–1782 Jacob Boysen (aus Flensburg) zum Amtsantritt wurde nach viermaliger Kollekte ein neues Pfarrhaus erbaut ...
- 1782–1787 Johannes Nathanael Mussäus
- 1787–1810 Friedrich Gabriel Strempel
- 1810–1825 Georg Wilhelm Samuel Friedrich Mantzel, kommandierte als Kreishauptmann des Landsturms und Bataillonschef das dritte Bataillon der Wismarschen Landsturmbrigade gegen Napoleons Soldaten.
- 1826–1829: August Erdmann
- 1829–1853 Dr. Johann Joachim Friedrich Stedingk, resignierte wegen zerrütteter wirtschaftlicher Verhältnisse ...
- 1853–1868 Carl Julius Piper
- 1868–1890 Wilhelm Ludwig Franz Neumann
- 1891–1930 Heinrich Rudolf Julius Schulz
- 1934–1936 Johannes Schulz aus Grevesmühlen
- 1939–1952 Hermann Koch
- 1945–1945 Helmut Kuessner als Vertretung

## Heutige Kirchengemeinde
Zur Evangelisch-Lutherischen Kirchengemeinde Bössow zählen die Orte Bössow mit Kirche, Gautenbeck, Großenhof und Thorstorf.
Die Kirchengemeinde Bössower Kirche ist verbunden mit der Kirchengemeinde Klütz mit Pfarrsitz und der Kirchengemeinde Boltenhagen. Sie bilden mit der Kirchengemeinde Kalkhorst und Elmenhorst einen Pfarrsprengel. Das Pastorat befindet sich in Klütz. Gemeinsam gehören sie zur Kirchenregion (bisher Propstei) Grevesmühlen. Diese gehört zur Propstei Wismar im Kirchenkreis Mecklenburg in der Nordkirche. Gottesdienste finden in Bössow monatlich statt.

### Ungedruckte Quellen
Landeshauptarchiv Schwerin (LHAS)
- LHAS 5.12-3/1 Mecklenburgisch-Schwerinsche Ministerium des Innern
- LHAS 5.12-4/3 Ministerium für Landwirtschaft, Domänen und Forsten, Abt. Siedlungsamt
- LHAS 5.12-7/1 Mecklenburgisch-Schwerinsche Ministerium für Unterricht, Kunst, geistliche und Medizinalangelegenheiten, 4. 2. 13 Pfarrbauten Bössow.

Landesamt für Kultur und Denkmalpflege Schwerin (LAKD)
- Bestand Archäologie und Denkmalpflege.

Landeskirchliches Archiv Schwerin (LKAS)
- LKAS, OKR Schwerin, Specialia Abt. 1. Bössow
  - 002 Kirchen- und Schulwege 1795, 1860.
  - 006 Kirchenjuraten 1856 - 1897.
  - 008 Predigerstelle und Patronat über Kirche und Pfarre zu Bössow 1786 - 1923.
  - 023 Ländereien der Kirche und Pfarre, Jagd 1922 - 1998.
  - 034 Reparatur der Bössower Kirche und Pfarrgebäude 1770 - 1810.
  - 041 Orgel 1918 - 1970.
  - 042 Kirchenstuhl 1824.
  - 046 Kirchhof 1820 - 1993.
  - 072 Kirchenbuch Bössow 1740 – 1933.

### Gedruckte Quellen
- Mecklenburgisches Urkundenbuch (MUB)
- Mecklenburgische Jahrbücher (MJB)